# Gohreh
Gohreh (persiska: گهره) är en ort i Iran.   Den ligger i provinsen Hormozgan, i den sydöstra delen av landet, 1 000 km söder om huvudstaden Teheran. Gohreh ligger 639 meter över havet och antalet invånare är 399.
Terrängen runt Gohreh är varierad. Gohreh ligger nere i en dal.Runt Gohreh är det ganska glesbefolkat, med 50 invånare per kvadratkilometer. Närmaste större samhälle är Khersīn, 19,3 km nordost om Gohreh. Omgivningarna runt Gohreh är i huvudsak ett öppet busklandskap.